# 庄内空港インターチェンジ

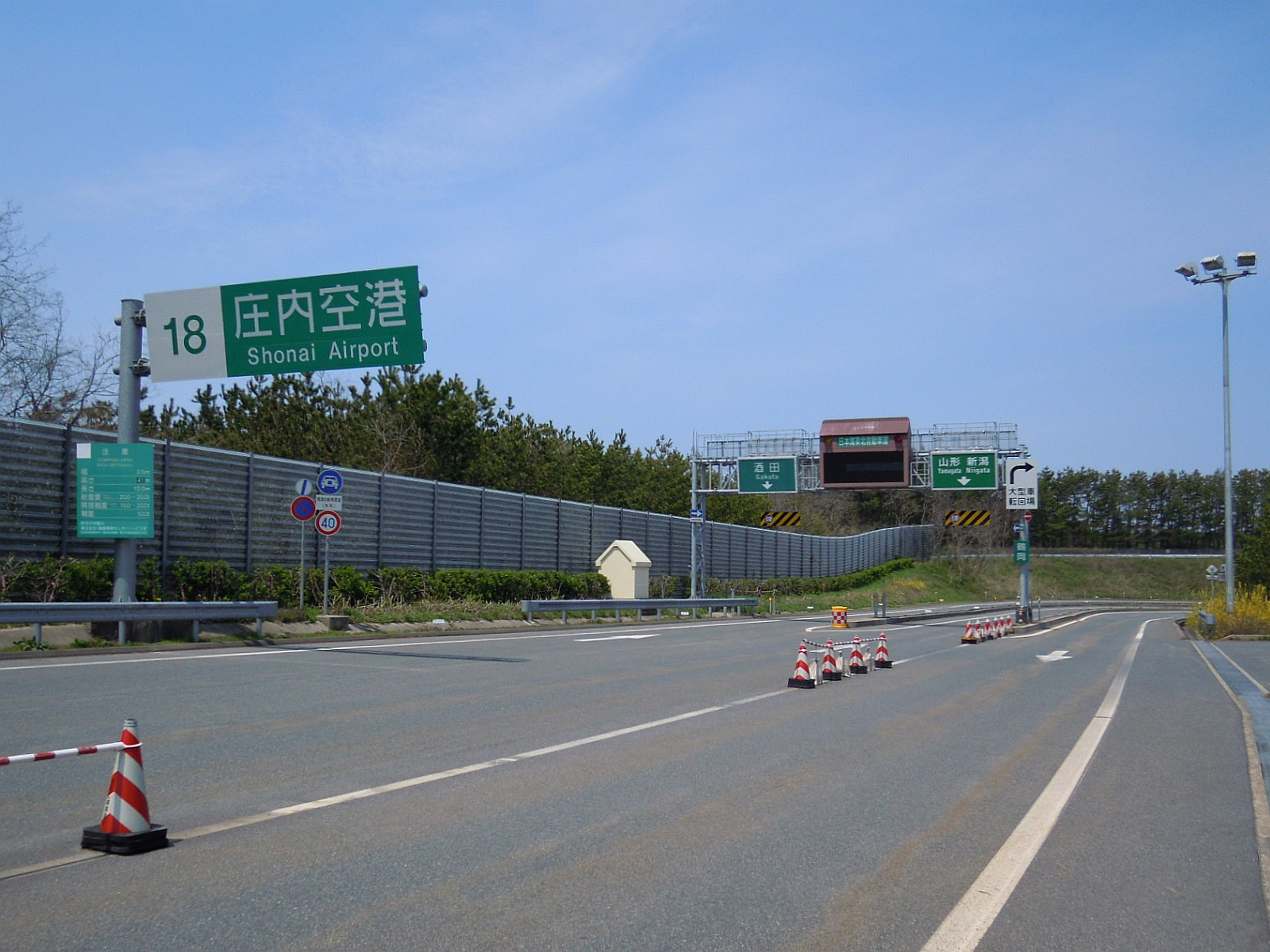
庄内空港インターチェンジ出入口を一般道側から

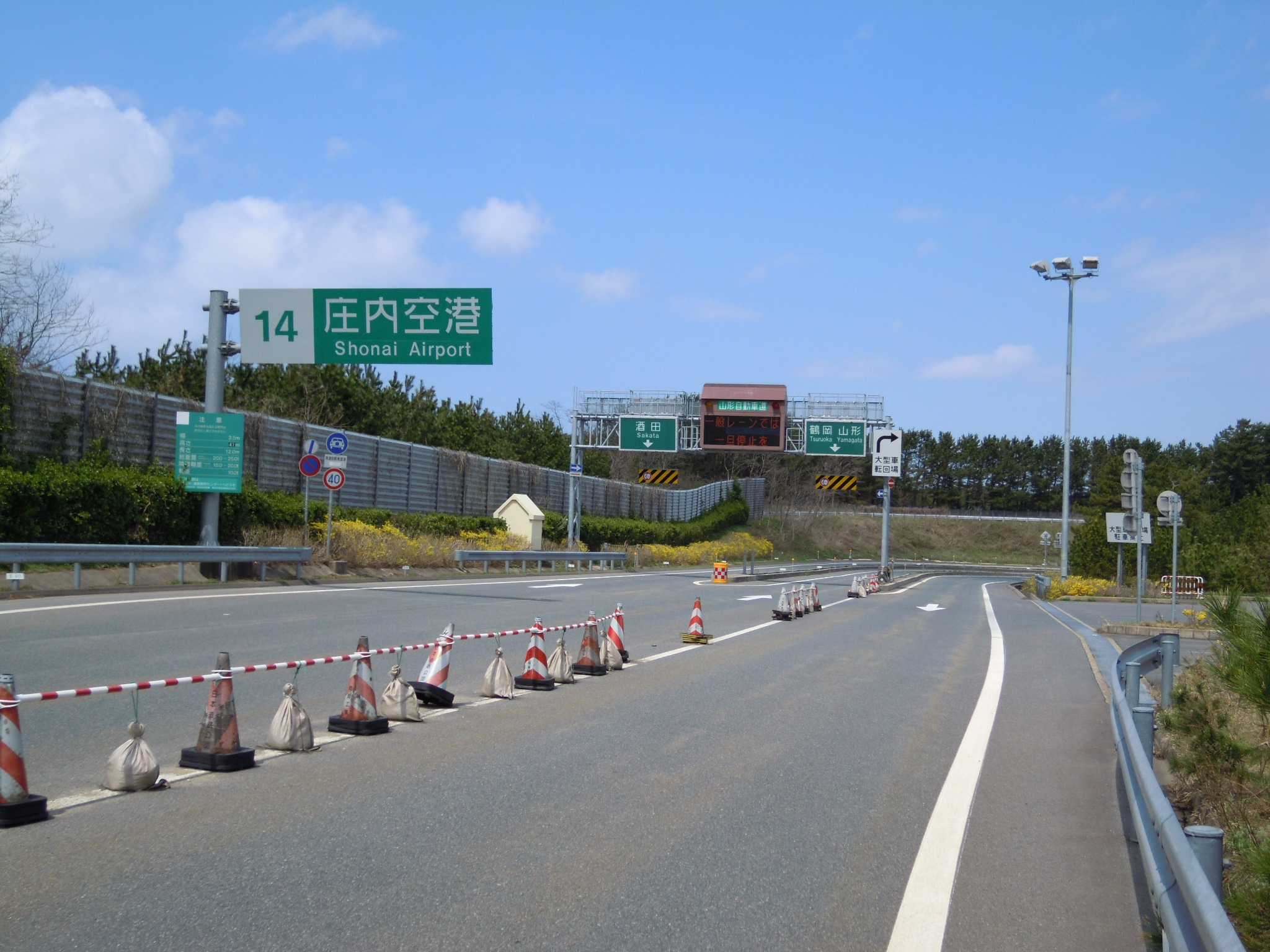
インターチェンジ番号が14番であった、山形自動車道時代

庄内空港インターチェンジ（しょうないくうこうインターチェンジ）は、山形県酒田市浜中にある日本海東北自動車道のインターチェンジ（開発インターチェンジ）である。

## 歴史
- 1997年（平成9年）10月30日：山形自動車道として、庄内あさひIC - 酒田IC間開通に伴い、供用開始[1]。
- 2012年（平成24年）3月24日：日本海東北自動車道・あつみ温泉IC - 鶴岡JCT間開通に伴い、庄内空港ICを含む鶴岡JCT - 酒田みなとIC間の路線名を「山形自動車道」から「日本海東北自動車道」へ改称[2]。

## 周辺
- 庄内空港
- イオンモール三川
- 国道7号（三川バイパス）
- 国道112号
- 庄内夕日の丘オートキャンプ場

## 接続する道路
- 直接接続
  - 山形県道33号庄内空港立川線

## 料金所
当ICに料金所は設置されていない。新潟・山形方面へと向かう場合は鶴岡JCT料金所または鶴岡本線料金所にて、酒田方面へと向かう場合は酒田IC料金所または酒田本線料金所にて料金を支払う形となる。

## 隣
E7 日本海東北自動車道
(16) 鶴岡西IC - 鶴岡JCT料金所 - (17) 鶴岡JCT - (18) 庄内空港IC - (19) 酒田IC/TB